# Palotunturi (kulle i Östra Lappland, lat 66,62, long 28,85)
Palotunturi är en kulle i Finland. Den ligger i Salla kommun i landskapet Lappland, i den norra delen av landet, 700 km norr om huvudstaden Helsingfors. Toppen på Palotunturi är 442 meter över havet, eller 133 meter över den omgivande terrängen. Bredden vid basen är 3,4 km.
Terrängen runt Palotunturi är huvudsakligen platt. Trakten runt Palotunturi är nära nog obefolkad, med mindre än två invånare per kvadratkilometer.